# Clathraria maldivensis
Clathraria maldivensis är en korallart som beskrevs av van Ofwegen 1987. Clathraria maldivensis ingår i släktet Clathraria och familjen Melithaeidae.
Artens utbredningsområde är Indiska oceanen. Inga underarter finns listade i Catalogue of Life.